# Vákár István
Vákár István (Kolozsvár, 1973. március 16. –) erdélyi magyar politikus. A Kolozs Megyei Tanács alelnöke.

## Életrajz
Az erdélyi örmény Vákár  család leszármazottja.  (örmény név: vacharrogh 'վաճառող')
1997-ben végzett a Kolozsvári Agrártudományi és Állatorvosi Egyetem Kertészmérnöki Karán, ugyanitt szerzett agrártudományi doktori címet 2006-ban.
1992 óta RMDSZ-tag. 2005–2006-ban a Kolozs megyei Mezőgazdasági Igazgatóság aligazgatója, 2006–2012 között a Vidékfejlesztési és Halászati Kifizető Ügynökség Kolozs megyei igazgatója, majd aligazgatója.
2008-tól megyei tanácsos, frakcióvezető, majd 2012-től a Kolozs Megyei Tanács alelnöke, 2014–2015-ben egy éven keresztül elnöki jogkörrel bíró alelnök.

## Díjak, kitüntetések
- A Romániai Magyar Demokrata Szövetség Ezüstfenyő Díja – 2013